# André Jourdain (homme politique)
Pour les articles homonymes, voir André Jourdain et Jourdain (homonymie).
André Jourdain, né le 13 juin 1935 à Goux-les-Usiers et mort le 16 septembre 2019 à Dijon, est un homme politique français. Il a épousé Bernadette Pellerin le 8 août 1959. De cette union sont nés 4 enfants : Laurence, Isabelle, Pierre et Philippe.

## Biographie
Sénateur du Jura de 1989 à 2001, André Jourdain est maire de Sapois (Jura) de 2001 à 2014

## Détail des fonctions et des mandats
Mandats parlementaires
- 18 septembre 1989 - 27 septembre 1992 : sénateur du Jura
- 27 septembre 1992 - 30 septembre 2001 : sénateur du Jura